# Église Saint-Julien de Railleu
L'église Saint-Julien de Railleu est une ancienne église romane située à l'écart du village de Railleu, dans les Pyrénées-Orientales, en France.
L'église est mentionnée pour la première fois en 1266 dans un écrit du roi Jacques Ier d'Aragon. Le village de Railleu, dans lequel se trouve l'église, est déplacé au XVIe siècle. Au XVIIe siècle, une église est construite dans le nouveau village, conduisant à l'abandon de Saint-Julien, dont il ne reste plus au XXe siècle que quelques ruines.